# Dámaso Bilbao la Vieja
Dámaso Bilbao la Vieja Alquiza (11 de diciembre de 1789 - 28 de junio de 1869) fue un militar boliviano que participó en las guerras de independencia hispanoamericana, la Guerra de la Confederación y la Guerra Peruano-Boliviana de 1841-1842.Él provenía de una larga línea de aristócratas españoles y coloniales, pertenecientes a una de las familias más adineradas del Virreinato del Perú. Bilbao serviría como Prefecto de La Paz en 1828 y 1829; como congresista representando a La Paz en la Cámara de Diputados para la Asamblea Nacional de 1832; como Prefecto de Chuquisaca en 1842; como Prefecto de Potosí en 1844; y como Comandante General de La Paz en 1862.

## Primeros años de vida
Nació en la ciudad de La Paz el 11 de diciembre de 1789. Era hijo legítimo del coronel paceño, don Antonio Bilbao la Vieja y Rojas y de doña Francisca Alquiza y Foronda. Su abuelo Joaquín Bilbao la Vieja llegó a ostentar el título de marqués consorte de Haro por su segundo matrimonio con María Fernández Pacheco y Díaz de Ceballos. El título nobiliario nunca fue heredado por Dámaso pues éste pasó a su tía María del Carmen. Antonio Bilbao la Vieja era conocido por ser uno de los hombres más ricos del Alto Perú, siendo dueño de haciendas, molinos, minas y varios edificios en las ciudades de La Paz, Sucre, Potosí y Cochabamba. Hacia 1830, se estimaba que Dámaso Bilbao la Vieja tenía un patrimonio que superaba los 3,000,000 de pesos.

## Guerras de Independencia
El 16 de julio de 1808 se alistó como cadete en las milicias del ejército español. Un año después, el mismo día 16 de julio, ayudó a los patriotas a tomar los cuarteles durante la Revolución de La Paz.Al día siguiente, fue ascendido al grado de segundo teniente. Participó en el Combate de Chacaltaya, desafortunado para los patriotas. Derrotada la revolución, fue arrestado y estuvo a punto de ser condenado a muerte, pero la intervención de su tía Francisca Llano, esposa del coronel español Protasio Armentia, le salvó la vida y el general José Manuel de Goyeneche lo desterró a Córdoba por cuatro años.
Allí sirvió al mando del general argentino Juan Martín de Puyrredón, quien lo ascendió al grado de capitán en 1811. Formó parte de las tres expediciones argentinas en el Alto Perú y participó en todas las batallas y combates ocurridos desde 1811 hasta 1817: Huaqui, Las Piedras, Tucumán, Salta, Suipacha, Vilcapugio, Ayuma, Sipesipe. En Sipesipe mostró gran coraje y comportamiento valiente. El 25 de mayo de 1813 fue ascendido al grado de teniente coronel por el gobierno de las Provincias Unidas del Río de la Plata. Sirvió en el ejército argentino durante trece años, y en 1825, terminada la guerra de independencia, regresó a su patria con el general José María Pérez de Urdininea.

## Carrera militar
En Bolivia ocupó múltiples e importantes cargos, tanto militares como administrativos, destacándose en todos ellos con verdadera diligencia y competencia. Obtuvo las más honorables recomendaciones de todos sus superiores. Primero como intendente jefe de La Paz, luego como gobernador de la provincia de Yungas, más tarde como jefe de la Guardia Nacional y finalmente como comandante en jefe, Bilbao La Vieja dedicó su carrera al ejército.
En 1826 fue elegido diputado al congreso constituyente convocado en Chuquisaca. En 1829 fue nombrado ayudante de campo del presidente Andrés de Santa Cruz, y junto a él participó en las campañas de la Confederación Perú-Boliviana, interviniendo en las Batallas de Yanacocha, Ninabamba, Socabaya, Paucarpata y Yungay. Luego de la derrota en Yungay el 20 de enero de 1839, fue hecho prisionero y transportado al Cuzco, donde permaneció hasta julio del año siguiente cuando obtenida su libertad regresó a su tierra natal.
Durante el gobierno del general José Miguel de Velasco, fue Prefecto de La Paz, miembro del consejo de guerra y jefe de la guardia nacional. En septiembre de 1841, el pueblo de La Paz lo nombró comandante en jefe de la guarnición de esa ciudad, tras el cambio político que proclamó a su sobrino, el general José Ballivián, como presidente de la república. Ballivián lo nombró ayudante de campo jefe del Estado Mayor, y en este cargo participó en la campaña de 40 días contra el Perú y luchó en la Batalla de Ingavi el 18 de noviembre de 1841. Por su parte, Bilbao La Vieja fue ascendido al grado de general de brigada. Recibió la medalla conmemorativa de esta batalla y fue declarado héroe de la patria.
Participó en la campaña del Perú de 1842 como comandante en jefe de una división. En el mismo año y los siguientes ocupó sucesivamente el cargo de Prefecto en los departamentos de Chuquisaca, Potosí y Oruro ; miembro del consejo nacional, comandante en jefe de la brigada de infantería y otros cargos importantes en diversos departamentos de la república.

## Matrimonio y familia
Bilbao la Vieja se casó con María de los Dolores Ramos Mexia Ross el 8 de diciembre de 1814. La pareja tuvo cinco hijos:
- María de la Concepción Bilbao la Vieja Ramos Mejía (18 de diciembre de 1815 - 5 de febrero de 1840); casada con Juan José Sánchez Boado Romero, tuvieron dos hijos:
  - José Gregorio Sánchez Boado Bilbao de la Vieja (1 de diciembre de 1835-18 de mayo de 1838)
  - Francisca Sánchez Boado Bilbao la Vieja (18 de agosto de 1837-12 de febrero de 1839)
- Casilda Bilbao la Vieja Ramos Mejía (9 de abril de 1818 - 1 de enero de 1890); casada con Juan José Sánchez Boado Romero, viudo de su hermana, y tuvo seis hijos:
  - Martín Leonardo del Corazón de Jesús Sánchez Boado Bilbao la Vieja (5 de diciembre de 1842 - 2 de febrero de 1901)
  - Juan José Alejandro Sánchez Boado Bilbao la Vieja (17 de marzo de 1845-17 de mayo de 1849)
  - Carmen Segunda Sánchez Boado Bilbao la Vieja (17 de julio de 1847-14 de junio de 1889)
  - Eduardo Sánchez Boado Bilbao la Vieja (4 de agosto de 1851-29 de marzo de 1909)
  - Tomás Julián Sánchez Boado Bilbao la Vieja (13 de agosto de 1853 - 1 de diciembre de 1890)
  - Pedro Augusto Sánchez Boado Bilbao la Vieja (29 de enero de 1856-20 de abril de 1866)
- Antonio Mamerto Bilbao la Vieja Ramos Mejía (11 de mayo de 1821 - 24 de noviembre de 1884); casado con Edelmira Bartola Giménez Rodríguez, tuvieron siete hijos:
  - María Paula Bilbao la Vieja Giménez (13 de enero de 1846-21 de mayo de 1849)
  - Antonio Gervasio Bilbao la Vieja Giménez (19 de junio de 1848-20 de febrero de 1911)
  - Santiago Ernesto Bilbao la Vieja Giménez (24 de julio de 1850 - 6 de noviembre de 1850)
  - Eudoxio Rodolfo Bilbao la Vieja Giménez (2 de noviembre de 1852-30 de abril de 1914)
  - Enrique Bilbao la Vieja Giménez (8 de noviembre de 1857-21 de julio de 1889)
  - Rosa Bilbao la Vieja Giménez (23 de marzo de 1860 - 2 de diciembre de 1860)
  - Martín Hipólito Ricardo Bilbao la Vieja Giménez (30 de enero de 1866 - 10 de diciembre de 1929)
- Dolores Patricia Bilbao la Vieja Ramos Mejía (17 de marzo de 1823 - 2 de julio de 1885); ella nunca se casó.
- Juana Rosa Bilbao la Vieja Ramos Mejía (29 de agosto de 1825 - 8 de septiembre de 1857)

## Últimos años y muerte
Durante los gobiernos de Manuel Isidoro Belzu y Jorge Córdova, estuvo fuera de servicio por no ser partidario de estos gobernantes. José María Linares lo reintegró en 1857, ya que Bilbao la Vieja jugó un papel crucial en el derrocamiento de los belcistas. Durante la presidencia del general José María de Achá, ocupó el cargo de comandante en jefe de la guarnición de La Paz, último cargo público que ocupó, pues solicitó y obtuvo su retiro en 1865. Bilbao La Vieja falleció en La Paz el 28 de junio de 1869, en su propia casa.